# العدن (السياني)

تعديل مصدري - تعديل

العدن محلة تابعة لقرية الخمعي، التابعة لعزلة الهادس بمديرية السياني إحدى مديريات محافظة إب في الجمهورية اليمنية.، بلغ تعداد سكانها 121 حسب تعداد اليمن لعام 2004.